# Canción de Harmodio y Aristogitón
La Canción de Harmodio y Aristogitón es un poema de la Antigua Grecia de cronología indeterminada. Se atribuye a un poeta llamado Calístrato, del que no se conocen más datos. Se trata de un tipo de composición llamado «escolia» o «escolión», que era un canto que se entonaba en los banquetes y que era acompañado con la cítara. La Canción de Harmodio y Aristógiton, en concreto, hubo de ser tremendamente popular, puesto que se decía que se cantaba en todos los banquetes.

## Tema
El tema del poema es la exaltación de Harmodio y Aristogitón, dos personajes históricos que asesinaron al tirano Hiparco de Atenas y por ello fueron llamados tiranicidas. El poema alaba su acción y los equipara a héroes de la mitología griega al ubicarlos en las Islas de los Bienaventurados.

## Cronología y unidad del poema
El texto tradicional de esta obra se ha conservado gracias a Ateneo, que transmitió los versos en su obra Banquete de los eruditos. Sin embargo diversos especialistas se muestran contrarios a la unidad de este poema puesto que la presencia en él de repeticiones o ritornellos hace suponer que podría tratarse de varias versiones del mismo poema. Además, Aristófanes también transmite un verso que se supone que es el inicio de una estrofa no conservada. 

Jamás hubo hombre alguno en Atenas...
Aristófanes: Las avispas, 1224

Existe por tanto debate en torno a la fecha de composición de la oda; hay quien la sitúa en torno al año 476 a. C., fecha en la cual se erigieron en el Agora de Atenas dos estatuas de los tiranicidas. Otros, sin embargo, creen que el poema habría sido ya compuesto en época de Clístenes, ya que en esa época se instituyó un culto en su honor. Por todo esto, los estudiosos suponen que hubo una versión del poema más antigua, en forma de dístico, que no se ha conservado y de la que dependen los versos que Ateneo transmite.

## Influencias posteriores
El poema también es citado y reproducido en El viaje del joven Anacarsis a Grecia de Jean-Jacques Barthélemy. Edgar Allan Poe también compuso un poema basado en él.